# جزيرة كومينوتو
جزيرة كومينوتو (بالإنجليزية: Cominotto، وبالمالطية: Kemmunett) هي جزيرة صغيرة غير مأهولة تقع في الأرخبيل المالطي، بين جزيرتي غودش وكومينو في مالطا، ضمن البحر الأبيض المتوسط، تبلغ مساحتها نحو 0.25 كيلومتر مربع فقط، وتُعد من أصغر الجزر التابعة لمالطا.

## الجغرافيا والطبيعة
تفصل الممرات البحرية الضيقة بين كومينوتو وجزيرة كومينو الرئيسية، وتشتهر المنطقة المحيطة بها بمياهها الفيروزية الصافية وتشكيلاتها الصخرية. تقع الجزيرة قرب ما يُعرف بـ البحيرة الزرقاء (Blue Lagoon)، وهي منطقة شهيرة للسباحة والغوص وجذب الزوار خلال فصل الصيف.

### الحماية البيئية
نظرًا لصغر حجمها وأهميتها البيئية، لا توجد أي منشآت دائمة على الجزيرة، وتُعتبر جزءًا من المناطق المحمية ضمن السياسات البيئية لمالطا. كما تُعد موطنًا مؤقتًا لبعض الطيور البحرية.